# Spank Thru
«Spank Thru» es, de acuerdo con Krist Novoselic, la primera canción de Nirvana. La versión «original» de estudio fue lanzada en 1988 en un boxset de LP de varias bandas que se encontraban en el sello discográfico Sub Pop, llamado Sub Pop 200. El box set de 3 LP fue lanzado en diciembre de 1988.

## Versiones en álbumes
- Una versión en vivo de "Spank Thru" fue lanzado en las copias de CD del sencillo "Sliver" en 1990.
- Otra versión en vivo apareció en el álbum From the Muddy Banks of the Wishkah en 1996.
- Un ensayo de la canción de 1988 apareció en el DVD del box set de 2004 With The Lights Out.
- Una grabación casera de "Spank Thru" del demo de Kurt Cobain de diciembre de 1985 de Fecal Matter fue lanzada en Sliver: The Best of the Box el 1 de noviembre de 2005. Esta versión de "Spank Thru" es de gran significado en la historia de Nirvana, puesto que Novoselic, el exbajista de la banda, ha dicho que escuchando esta canción estuvo convencido de formar una banda con Kurt, fundando la banda que posteriormente se convertiría en Nirvana. Varios fanáticos creen que todo el demo será finalmente lanzado en DGC Records (discográfica de la banda).
- La versión en vivo del CD/DVD Live At Reading fue lanzada en 2009.